# Thomas Stothard
Thomas Stothard, né le 17 août 1755 à Londres et mort dans cette même ville le 27 avril 1834, est un peintre, illustrateur et graveur britannique.

## Biographie
Le père de Thomas Stothard est un aubergiste qui s'installe à Londres en 1750. Il passe son enfance à York, chez un oncle, le frère de son père. Alors qu'il a quatorze ans, son père meurt. Sa mère le place comme apprenti chez un dessinateur pour étoffes. Il reste sept ans dans cette position. Remarqué par des éditeurs pour ses qualités artistiques, il illustre par ses dessins des livres et des revues. Il essaie la peinture à l'huile, suit des cours dans une association qui sera ultérieurement l'Académie royale. En 1815, il voyage en France, il admire les œuvres exposées au Louvre, surtout celles de la Renaissance. Il apprécie Watteau et François Boucher.  
Thomas Stothard devient un peintre au talent reconnu. Vers 1791, il est nommé membre associé de l'Académie royale et, en 1794, membre titulaire. 

## Œuvres

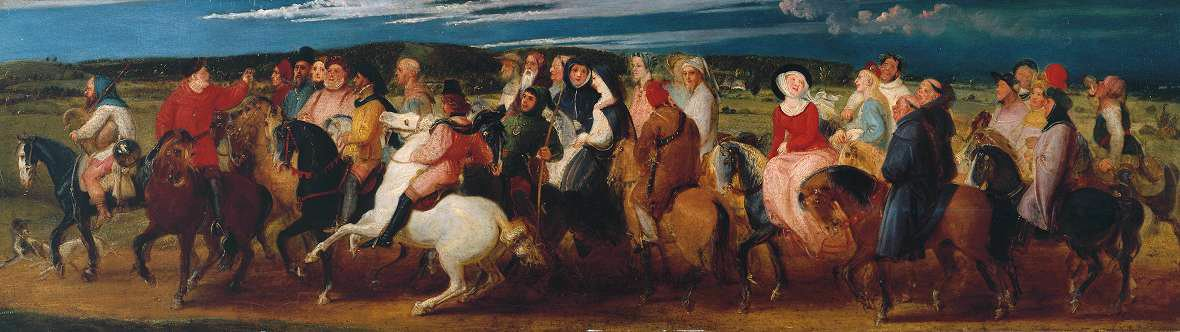
Pèlerinage de Canterbury, 1806 (Dimensions : 318 x 952 mm), National Galery